# Българи в Северна Америка
Българите в Северна Америка са между 130 000 и 1 000 000 души.

## Разположение
Най-голям брой българи има в градовете: Чикаго - 150 000, Лос Анджелис - 25 000, Торонто – 20 000, и др.

## Език
Българите в САЩ, Канада (с изключение на провинцията Квебек), Ямайка, Белиз, говорят на български и английски. В канадската провинция Квебек на български и френски, а в останалата част на Северна Америка на български и испански език.

## Култура
Училища
Към средата на 2011 година българските училища в САЩ са 26, а в Канада 7.